# Иванов, Алексей Иванович (генерал)
Алексей Иванович Иванов (1904—1966) — профессор, генерал-майор медицинской службы (12 мая 1943 года), начальник военно-морской медицинской академии, позже ректор 1-го Ленинградского медицинского института.

## Биография
Родился 3 (16) октября 1904 года в крестьянской семье в деревне Буносово Галичского уезда Российской империи.
Первоначально учился в галичском начальном училище (сейчас средняя школа № 4 Галича), временами подрабатывая на учёбу работой на скотобойне. Затем окончил рабфак и военно-медицинскую академию.
В Военно-морском флоте с 28 августа 1926 года. Член ВКП(б) с 1931 года.
В период боёв у озера Хасан, с января 1938 по октябрь 1939 года — начальник медицинской службы Тихоокеанского флота.
С октября 1939 по июль 1940 года — заведующий военно-морским факультетом 1-го Ленинградского медицинского института.
С июля 1940 по февраль 1948 года — начальник Военно-морской медицинской академии. В годы Великой Отечественной войны и в послевоенные годы обеспечивал подготовку кадров медицинской службы флота ВС СССР.
С февраля 1948 по март 1958 года — заведующий кафедрой военно-морской медицинской подготовки 1-го Ленинградского медицинского института.
В отставке с 20 марта 1958 года. После выхода в отставку продолжил работать, возглавляя учебную, научную и лечебную работу 1-го Ленинградского медицинского института, был его ректором. Здесь работал до самой смерти.
Скончался 12 мая 1966 года (умер от инфаркта миокарда, будучи на охоте в Сосново-Приозерском районе). Похоронен на Богословском кладбище Санкт-Петербурга.

## Награды
Награждён:
- орденом Ленина
- двумя орденами Красного Знамени
- орденом Отечественной войны 1 степени
- двумя орденами Красной Звезды
- орденом Трудового Красного Знамени
- орденом «Знак Почёта»
- многими медалями.